# Perth Airport
Perth Airport (IATA: PER, ICAO: YPPH) är en flygplats i Australien. Den ligger i kommunen Belmont och delstaten Western Australia, omkring 10 kilometer öster om delstatshuvudstaden Perth. Perth Airport ligger 20 meter över havet.
Runt Perth Airport är det ganska tätbefolkat, med 111 invånare per kvadratkilometer.. Närmaste större samhälle är Perth, omkring 10 kilometer väster om Perth Airport.
Trakten runt Perth Airport består till största delen av jordbruksmark. Genomsnittlig årsnederbörd är 763 millimeter. Den regnigaste månaden är juli, med i genomsnitt 131 mm nederbörd, och den torraste är december, med 14 mm nederbörd.